# Барлибаш (Муреш)
Барлибаш (рум. Bârlibaș) насеље је у Румунији у округу Муреш у општини Санпетру де Кампије. Oпштина се налази на надморској висини од 326 m.

## Становништво
Према подацима из 2002. године у насељу је живело 167 становника.

### Попис2002.
| Расподела становништва по националности 2002.‍ | Расподела становништва по националности 2002.‍ | Расподела становништва по националности 2002.‍ | Расподела становништва по националности 2002.‍ | Расподела становништва по националности 2002.‍ |
| --------------------------------------------- | --------------------------------------------- | --------------------------------------------- | --------------------------------------------- | --------------------------------------------- |
|                                               |                                               |                                               |                                               |                                               |
| Румуни                                        | Румуни                                        |                                               | 158                                           | 95,8%                                         |
| Мађари                                        | Мађари                                        |                                               | 7                                             | 4,2%                                          |